# 塔古语
塔古语是一种在云南省永胜县东南的东山傈僳族彝族乡和期纳镇由至少2,000人(Bradley 2004)使用的彝语支语言。